# Çağla Kubat
Çağla Kubat (İzmir, Törökország, 1979. november 16.) török modell, színésznő.

## Élete
A törökországi İzmirben született. Isztambulban végezte a gimnáziumot és az Isztambuli Egyetemen szerzett mérnöki diplomát.
2002-ben Miss Törökország volt, a Miss Universe szépségversenyen Törökországot képviselte.
2006-ban, az első (PWA) Professzionális Szörf Társaság eseményén a hatodik helyezést érte el.
Olyan filmekben szerepelt mint a Sağır Oda (Süket szoba, 2006), valamint a Kuzey Rüzgarı (Északi szél), melyben partnerei Kadir Inanır és Oktay Kaynarca voltak.